# Тимур-Газі-хан
Тимур-Газі-хан (д/н — 1763) — хівинський хан у 1757—1763 роках.

## Життєпис
Походив з гілки Чингизідів. Онук Жанторе-султан. Власне казахське ім'я невідоме. Згодом сам був султаном в Молодшому або Середньому жузі. 1757 року за підтримки бухарського хана Мухаммада Рахіма посів трон в Хіві. Мав на нього права, оскільки був небіжем за материнською лінією Шер Газі-хана.
Вимушен був протистояти Байборі (сину Батир-хана), що став правителем каракалпаків. Сам Тимур-Газі-хан більше часу проводив у розвагах.
1762 року вдалося перемогти емірів Бескали в Каракалпакії, захопити й стратити Байборі. Того ж року хан призначає на посаду інака (першого радника) кунгратського еміра Мухаммад Амін-бія. За цим відправив посланця Аллашукурбая до російського уряду щодо владнання протиріч у торгівлі хівинських купців в Астрахані.
Водночас проти Хіви виступив казахський хан Аблай, що оголосив помсту за смерть Байборі, скориставшись розгардіяжем 1763 року Мухаммад Амін-бій повалив Тимур-Газі-хана, поставивши на трон Тауке-султана.